# Heterochaeta reticulata
Heterochaeta reticulata es una especie de mantis de la familia Mantidae.

## Distribución geográfica
Se encuentra en Tanzania,  Congo y Zimbabue.